# Krzywań
Krzywań (kaszb. Krzëwóń, niem. Kriwan) – wieś-ulicówka w Polsce, położona w województwie pomorskim, w powiecie słupskim, w gminie Dębnica Kaszubska.
W latach 1975–1998 miejscowość administracyjnie należała do województwa słupskiego.

## Nazwa
Nazwa miejscowości ma pochodzenie słowiańskie i charakter dzierżawczy. Powstała przez dodanie do nazwy osobowej Krzywan formantu *-jь. Niemiecka nazwa Kriwan jest adaptacją fonetyczną pierwotnej nazwy słowiańskiej.
Rada Języka Kaszubskiego proponuje kaszubską formę nazwy Krzëwóń.

## Zabytki
- Zespół pałacowo-folwarczny z przełomu XIX i XX wieku, składający się z neobarokowego pałacu zbudowanego w stylu angielskim z połowy XIX wieku, z elewacjami ozdobionymi boniowaniem, pilastrami, fryzami i naczółkami okien, a także finezyjną attyką nad bocznym ryzalitem[8]. W otoczeniu park wzorowany na "styl angielski" o powierzchni 20 ha (z końca XVIII wieku)[9].